# Okle Green
Okle Green – wieś w Anglii, w hrabstwie Gloucestershire. Leży 10 km na północny zachód od miasta Gloucester i 161 km na zachód od Londynu.